# Orémus Kálmán
Orémus Kálmán író, újságíró, magyar nyelv és irodalomtanár (Munkács, 1959.06.10. - Petneháza, 2022.02.26.)
Kortárs kárpátaljai származású magyar szerző, akinek írói munkássága végigkísérte teljes életútját. Műveiben gyakran foglalkozott hétköznapi élethelyzetekkel, gazdasági és politikai korszakok emberekre gyakorolt és mindennapokban megélt sajátosságaival, többnyire humorral fűszerezve a leírt történeteket. Egész munkássága és élete során büszkén hirdette kárpátaljai származását, követte a határon túli politikai eseményeket és ápolta emberi kapcsolatait. Az emberközpontúság úgy személyiségében, mint munkásságában jellemezte az írót. 

## A kezdetek
1959.06.10.-én született Kárpátalján, Munkácson. Pedagógus családban nevelkedett Ráton. Édesanyja Tonhaizer Mária tanító, édesapja pedig matematika szakos tanár volt. Nagyapja, id. Orémus Kálmán kántortanító szerettette meg vele az irodalmat, történelmet. Anyai nagymamája halálakor Munkácsra költöztek a szülői házba, ahol anyai nagyapja, id. Tonhaizer Ferenc újságíró, kereszténydemokrata politikus, Munkács egykori alpolgármestere pallérozta tovább történelemtudását. A munkácsi középiskola után az Ungvári Állami Egyetem filológia karán magyar nyelv és irodalom szakképesítést szerzett. Gyakran kísért magyarországi csoportokat szovjet körútjaik során tolmácsként.

## Család
1985-ben ismerte meg Kócsár Marina orvostanhallgatót, akivel 1986 májusában házasságot is kötöttek. Még ugyanebben az évben megszületett első gyermekük, Orémus Eszter, akit szintén egy lánygyermek, Orémus Emese követett 1989-ben. 2002-ben fiúgyermekkel bővült a család, Orémus András Kálmán érkezésével. Családcentrikus szemléletű emberként feleségét és gyermekeit rajongásig szerette, nevelte, mindenben segítette. Tragikus hirtelenséggel hunyt el 2022.február 26.-án petneházi otthonában.

## Pályafutása
Első munkahelye Csongor nevű kárpátaljai település általános iskolája volt, kapcsolatait végig ápolta az ott élő ismerőseivel. Később a megyei magyar napilapnál, a Kárpáti Igaz Szónál helyezkedett el, ahol rövid idő alatt az ipari rovat vezetője lett. 1991-ben a család áttelepült Magyarországra, ahol Petneházán vállalt tanári állást a Petneházy Dávid Általános Iskolában. Később Baktalórántházán a Vay Ádám Gimnáziumban tanított magyar nyelvet és irodalmat. Az élet úgy hozta, hogy néhány évvel később Kemecsére költöztek, ekkor a Kelet-Magyarország napilap munkatársa lett. 1997-től szabadúszó újságíróként dolgozott, a Bátor önkormányzati lap szerkesztője lett. 1999-ben indította útjára saját független közéleti havilapját Nyíri Tükör néven. Nyírbéltek, Kállósemjén, Ófehértó, Nyírkércs és Ömböly községek önkormányzati lapjait írta és szerkesztette, valamint a magyar-román érdekeltségű Contact havilapot is életre keltette. 2006-ban költözött vissza Petneházára, ahol aktív közéleti életet élt, önkormányzati képviselőként, majd később alpolgármesterként mindig a község gyarapodását, fejlődését szorgalmazta. Halála előtti utolsó éveiben saját blogot indított Mondom a magamét és Napkelet-blog néven, aminek népes követőbázisa épült a közösségi oldalakon is.
Már diákként is több írását közölték megyei és járási lapok, első novellái a Kárpáti Igaz Szóban és a Kárpáti Kalendáriumban jelentek meg. Szinte kezdetektől tagja volt a József Attila Irodalmi Stúdiónak, szépirodalmi alkotásai megjelentek  a Napvilág folyóiratban, Ország-Világ hetilapban és publikált az Évgyűrűk, Sugaras utakon, Vergődő szél kötetekben. Szépprózái megjelentek a Szabad Földben, a Határszélen, a Szabolcs-Szatmár-Bereg Megyei Szemlében, az Allegoria portálon, az aradi Havi Szemlében, a Magyar Múzsában és a Kárpátaljai Hírmodóban. Önálló kötete 2012-ben látott napvilágot Árpád vezér Európában címmel. Életműkiadványa Alkotni mindhalálig címmel 2022-ben jelent meg. Ismertebb novellái: Bence Jóska balladája, A földobott kő, Egy marék virág. 